# WIG20
WIG20 – indeks giełdowy 20 największych spółek akcyjnych notowanych na warszawskiej Giełdzie Papierów Wartościowych. Bazową datą dla indeksu jest 16 kwietnia 1994, zaś wartością bazową 1000 punktów.
Jest to indeks typu cenowego (przy jego obliczaniu bierze się jedynie ceny zawartych w nim transakcji). W ramach WIG20 nie może być notowanych więcej niż 5 spółek z jednego sektora; nie są w nim notowane fundusze inwestycyjne.

## Historia
Notowania WIG20 rozpoczęły się w kwietniu 1994 roku, blisko miesiąc po osiągnięciu szczytu pierwszej hossy przez WIG, i po 4 dniach WIG20 osiągnął szczyt notowań przy poziomie 1350 punktów. W ciągu tych 4 dni miał miejsce też rekordowy w całej historii WIG20 jednodniowy wzrost, kiedy to 21 kwietnia zanotował wzrost o blisko 16%. Realna stopa zwrotu przy zakupie za cenę zamknięcia z pierwszego dnia do końca 1994 wyniosła -63%, co było najgorszym wynikiem w historii notowań. Duży wpływ na tak słaby wynik miała wysoka inflacja wynosząca 32%. Minimalną wartość w historii i tym samym dołek pierwszej bessy indeks osiągnął 28 marca 1995 roku przy wartości 577,9 punktów. Po bessie nastąpiło szybkie odbicie i w 1996 roku indeks zakończył z realną stopą zwrotu wynoszącą 62%, co również jest najwyższą realną stopą zwrotu w historii WIG20.
W 1999 roku, po spadku wartości indeksu w październiku 1998 do 971,3 punktów, rozpoczęła się hossa internetowa, która trwała do końca pierwszego kwartału 2000 roku, kiedy warszawski indeks blue chipów osiągnął wartość 2443,7 punktów, a między końcem 1998 a 1999 roku realna stopa zwrotu wyniosła 37%.
Kolejną hossą była hossa surowcowa, która to zaczęła się w 2000 roku, a skończyła się w 2008 roku, od stycznia 2000 roku do czerwca 2008 roku cena ropy naftowej wzrosła ponad 5-krotnie. Natomiast na WIG20 hossa zaczęła się w 2002 roku i trwała do końca października 2007 roku, kiedy to 29 października WIG20 osiągnął wartość 3917,87 punktów. W okresie tej hossy indeks zanotował 5 lat dodatniej stopy zwrotu, ze średnioroczną realną stopą zwrotu między końcem 2002 a końcem 2007 roku wynosząca 23%.
Po historycznych szczytach nastąpiły rekordowe bez uwzględnia inflacji spadki, kiedy to między końcem 2007 a 2008 roku wartość WIG20 spadła o 48%, a minimum tej bessy zostało osiągnięte w lutym 2009 roku przy poziomie 1327,64 punktów.
Po spadkach w 2008 i 2009 r. następnie nastąpiły kolejne wzrosty do poziomu 2932,62 punktów w kwietniu 2011, wraz z kolejną falą kryzysu finansowego pod koniec 2011 i drugiej połowie 2012 wartość WIG20 spadła do 2035,8 punktów w maju, ale pod koniec roku wzrósł do 2602,61 punktów.
W kolejnych latach WIG20 utrzymywał się raczej w trendzie bocznym, w 2017 roku nastąpiło gwałtowne wybicie i wzrost o 26% do poziomu 2 630,37 pod koniec stycznia 2018 roku. Po tym szczycie nastąpił okres trendu bocznego przerwany gwałtowny spadkiem związanym z COVID-19, kiedy to w okresie od 2 stycznia do 12 marca wartość indeksu spadła o 40,65%. Po tym krachu nastąpiło dynamiczne odbicie na dzień 30 lipca indeks wrócił do stanów sprzed spadków związanych z COVID-19.
Z 6792 sesji, które miały miejsce od kwietnia 1994 roku do lipca 2021 roku na WIG20, 3409 sesji było wzrostowych, 3377 spadkowych, a 6 miało kurs zamknięcia tożsamy z dniem poprzedzającym.
Rekordowa pod względem dziennej stopy zwrotu była sesja z 21 kwietnia 1994, kiedy to wartość indeksu wzrosła o 15,99%. Największa strata na wartości w ciągu jednego dnia miała miejsce 12 marca 2020 roku, kiedy to spadła ona o 13,28%.
W badanym okresie od 16 kwietnia 1994 do 30 lipca 2021 roku średnia dzienna stopa zwrotu wyniosła 0,03%.
23 września 2013 do indeksu dodano 10 nowych spółek, tworząc WIG30 publikowany obok WIG20.

## Skład indeksu
O wyborze spółek wchodzących w skład indeksu WIG20 decyduje bezpośrednio ich kapitalizacja rynkowa i wartość obrotu ich akcjami.
Warunkiem sine qua non wejścia do indeksu jest:
- liczba akcji w wolnym obrocie jest większa niż 10%,
- wartość akcji w wolnym obrocie ponad 1 mln euro,
- spółka nie może być oznaczona,
- spółka nie może należeć do pewnych, określonych segmentów rynku.

### Ranking indeksu
Ranking spółek tworzony jest w oparciu o punkty przyznawane według wzoru:
gdzie poszczególne symbole oznaczają:
- {\displaystyle R(i)} – pozycja w rankingu spółki (i),
- {\displaystyle St(i)} – udział spółki (i) w łącznych obrotach akcjami spółek uczestniczących w rankingu w ostatnim roku,
- {\displaystyle Sc(i)} – udział spółki (i) w wartości akcji w wolnym obrocie spółek uczestniczących w rankingu na dzień jego sporządzenia.

Przy czym metoda opracowywania indeksów ulega zmianie z dniem 12 marca 2021. Zmniejszeniu ulega udział obrotów, a zwiększeniu kapitalizacja w wolnym obrocie – odpowiednio 0,4 i 0,6.
Ranking jest wspólny dla indeksów WIG20, mWIG40 oraz sWIG80.

### Zmiany okresowe
Listę spółek wchodzących w skład indeksu WIG20 ustala się po ostatniej sesji stycznia – tzw. rewizja roczna – lub kwietnia, lipca i października – korekta kwartalna – na podstawie średniej ważonej 2 kryteriów:
- wielkości obrotu giełdowego akcji spółki w relacji do łącznych obrotów wszystkich spółek wchodzących w skład indeksu w okresie trzech miesięcy,
- wartości rynkowej spółki w relacji do kapitalizacji spółek wchodzących w skład indeksu w okresie miesiąca.

Dotychczas nastąpiły następujące rewizje i korekty składu WIG20:
- 15 grudnia 2005 – miejsce spółek Cersanit i ComputerLand zajęły Polskie Górnictwo Naftowe i Gazownictwo oraz Bioton;
- 17 marca 2006 – w skład WIG20 weszła spółka Boryszew, zastępując spółkę Softbank;
- 15 września 2006 – Boryszew został zastąpiony przez Polimex-Mostostal;
- 15 grudnia 2006 – wymieniono spółkę Orbis na spółkę CEZ;
- 16 marca 2007 – miejsce Grupy Kęty zajął Cersanit;
- 15 czerwca 2007 – spółkę Netia zastąpiła grupa PBG;
- 10 sierpnia 2007 – węgierski koncern paliwowy MOL zastąpiła spółka budowlana Polnord;
- 20 marca 2008 – miejsca ustąpiły Bank BPH oraz Prokom Software na rzecz spółek Getin Holding oraz Asseco Poland;
- 20 marca 2009 – spółkę Polnord zastąpiła spółka Cyfrowy Polsat;
- 19 marca 2010 – spółkę Agora zastąpiła spółka PGE;
- 17 maja 2010 – spółkę Cersanit zastąpiła spółka PZU SA;
- 17 grudnia 2010 – spółkę Bioton zastąpiła spółka Tauron;
- 21 marca 2011 – spółkę Polimex-Mostostal zastąpiła spółka Kernel Holding oraz spółkę Cyfrowy Polsat zastąpiła spółka Lubelski Węgiel Bogdanka S.A[6];
- 6 kwietnia 2011 – spółkę Bank Zachodni WBK w wyniku nadzwyczajnej rewizji indeksu zastąpiła spółka Bank Handlowy[7];
- 16 września 2011 – czeską spółkę CEZ[8] zastąpiła Jastrzębska Spółka Węglowa[9];
- 16 marca 2012 – spółkę PBG zastąpiła spółka Boryszew, a spółkę Getin Holding zastąpiła spółka Synthos;
- 18 marca 2013 – spółkę TVN zastąpiła spółka Eurocash;
- 21 czerwca 2013 – spółkę Boryszew zastąpiła spółka Bank Zachodni WBK.
- 21 marca 2014 – Bank Handlowy i GTC zostały zastąpione przez LPP i Alior Bank; w wyniku przekształceń spółek w miejsce BRE Bank i TP SA pojawiły się odpowiednio mBank i Orange Polska;
- 20 marca 2015 – JSW, Synthos i Kernel Holding zostały zastąpione przez spółki Enea, Cyfrowy Polsat i Energa;
- 16 marca 2018 – spółkę Asseco Poland zastąpiła spółka CD Projekt[10];
- 14 października 2020 – Allegro zastąpiło mBank[11];
- 26 listopada 2020 – spółka Asseco Poland zastąpiła spółkę Play[12];
- 19 marca 2021 – Alior Bank został zastąpiony przez spółkę Mercator Medical[13];
- 18 marca 2022 – spółki Tauron i Mercator Medical zostały zastąpione przez spółki mBank i Pepco[14];
- 18 marca 2023 – spółka CCC została zastąpiona przez Alior Bank[15];
- 16 marca 2024 – spółkę Asseco Poland zastąpił Budimex[16].

Łącznie w ciągu 30 lat w skład indeksu wchodziło 105 spółek.
Spółkami, które zaczynały historię WIG20, były (kolejności od największego do najmniejszego udziału w indeksie): Bank Śląski, Elektrim, WBK, Wedel, BRE Bank, Żywiec, Polifarb Cieszyn, Millennium (BIG), Vistula, Mostostal Export, Universal, Okocim, Exbud, Próchnik, Wólczanka, Kable, Swarzędz, Irena, Sokołów oraz Krosno. Większość z nich stanowiły własność Skarbu Państwa, a ich wejście na giełdę miało na celu ich prywatyzację. Spółkami prywatnymi było tylko Sokołów, BIG i Kable. Spośród wszystkich 20 pierwszych spółek tylko jedna z nich, choć po kilkukrotnej zmianie nazwy, wchodzi w skład indeksu. Wielkopolski Bank Kredytowy (WBK) był częścią WIG20 od kwietnia 1994 roku do czerwca 1998 roku. Następnie po blisko dwu i półrocznej przerwie i połączeniu z Bankiem Zachodnim (BZ) we wrześniu 2001 roku ponownie był częścią indeksu pod nazwą BZWBK, gdzie wchodził w skład indeksu do czerwca 2011 roku i pod tą samą nazwą wrócił do WIG20 w czerwcu 2013 roku. Był jego częścią do grudnia 2018 roku, kiedy to nastąpiła zmiana firmy spółki i do dziś wchodzi w skład WIG20 pod nazwą Santander Bank Polska.

## Obliczanie indeksu
Uczestnikami indeksu WIG20 jest 20 spółek z najwyższą pozycją w rankingu wyznaczanym w oparciu o dane po sesji w trzeci piątek lutego, maja, sierpnia i listopada. Ranking obliczany jest na podstawie obrotów za ostatnie 12 miesięcy oraz wartości akcji w wolnym obrocie wyznaczoną w oparciu losowo wybrany kurs zamknięcia z ostatnich 5 dni sesyjnych, licząc wstecz od dnia rankingu. W indeksie mogą uczestniczyć spółki, które spełniają kryterium Miesięcznego Wskaźnika Obrotu (MWO) w okresie ostatnich 12 miesięcy przed dniem rankingu. W rankingu nie uczestniczą najmniejsze spółki.
Indeks WIG20 obliczany jest według wzoru:
gdzie poszczególne symbole oznaczają:
- {\displaystyle WIG20} – wartość indeksu WIG20,
- {\displaystyle M(t)} – kapitalizacja portfela indeksu na sesji t,
- {\displaystyle M(0)} – kapitalizacja portfela indeksu w dniu bazowym
- {\displaystyle K(t)} – współczynnik korygujący indeksu na sesji t[2]

Współczynnik korygujący oblicza się według wzoru:
gdzie poszczególne symbole oznaczają:
- {\displaystyle K(t)} – współczynnik korygujący na sesji t,
- {\displaystyle Mz(t)} – zmodyfikowana wartość kapitalizacji giełdowej dla sesji t (np. dodana wartość akcji nowego uczestnika indeksu).

Uwzględnianie współczynnika korygującego ma na celu neutralizowanie zmian wielkości kapitalizacji giełdy, takich jak zmiany w składzie portfela indeksu, wypłaty dywidendy.

## Indeksy pochodne

### WIG20short
Obliczany od 4 maja 2009 pochodny do WIG20 indeks odzwierciedlający zmiany cen spółek odwrotnie proporcjonalnie do samego WIG20.
Wartość bazowa WIG20short na dzień 31 grudnia 2005 wyniosła 2654,95 pkt.

### WIG20lev
Obliczany od 4 maja 2009 rok pochodny od WIG20 indeks odzwierciedlający zmiany cen spółek dwukrotnie silniej niż sam WIG20.

### WIG20TR
WIG20TR (total return) – indeks obliczany od 2012 roku. WIG20 to indeks cenowy, natomiast WIG20TR to indeks dochodowy. Oznacza to, że uwzględnia wypłatę dywidendy oraz emisję akcji z prawem poboru. W oparciu o indeks powstał fundusz ETF notowany na GPW, symbol BETAW20TR.PL